# Protasio de Lausana
Protasio (Vevey, ca. 640 - Bière, 6 de noviembre de 699) fue un sacerdote católico suizo, obispo de la diócesis de Lausana, venerado como santo por las Iglesias cristianas tradicionales, cuya fiesta celebran el 6 de noviembre.

## Biografía
Protasio nació probablemente en el año 640 y en la localidad de Vevey (hoy Suiza). Escasos son los datos sobre su vida, con seguridad se sabe que fue obispo de Lausana desde el año 652 hasta su muerte (699). Durante su episcopado se amplió la capilla de San Tirso, construida por Mario de Avenches (también venerado como santo por las Iglesias cristianas tradicionales). Con el apoyo del duque de Borgoña, Félix y su esposa Ermentrude, construyó en Baulmes un monasterio y una iglesia dedicada a la Virgen María. También se encargó de la restauración de la iglesia principal de Lausana, para la cual obtuvo la autorización de explorar el bosque del monte Tendre. Ayudando a los madereros en la empresa, murió, a causa de un accidente, en la localidad donde más tarde se convertirá en la comuna de Bière.

## Culto
Protasio es venerado como santo con culto inmemorial, es decir, que no ha sido canonizado según el proceso actual de beatificación y canonización, sino que ha sido la tradición la que lo ha considerado como tal. Sus reliquias se veneraron primeramente en la localidad de Bière, luego fueron trasladadas a la comuna de Basuges, la cual cambiará el nombre por el de Saint-Prex (San Protasio en castellano), en su honor. En el siglo XIV sus restos fueron trasladados definitivamente a la catedral de Lausana (hoy catedral protestante).